# قصر الإمام عبد الله بن سعود
قصر الإمام عبد الله بن سعود، من القصور الأثرية في حي الطريف ببلدة الدرعية في مدينة الرياض.

## موقع القصر
يقع القصر في الجهة الجنوبية من قصر سلوى، ويشغل مساحة تُقدر نحو ألفي متر مربع.

## نشأة القصر
كان القصر مقراً للسكن، ومكاناً للحكم في فترة الإمام عبد الله بن سعود الذي كان حاكماً للدرعية والدولة السعودية الأولى عندما غزتها قوات محمد علي باشا.

## بناء القصر
يتكون القصر من ثلاث وحدات رئيسية تشمل المتطلبات السكنية للامام وأفراد اسرته، وقاعات ديوان قصر الحكم، وأماكن استقبال الضيوف، ومجالس العلم والاجتماعات السياسية والدينية، ومساكن الحراس والخدم، ومستودعات الأسلحة والذخائر والأغذية وحظائر الخيل والمواشي
الوحدة الأولى تبلغ مساحتها مائة متر مربع، وبقايا مباني الوحدة ترتفع لطابقين، وتشتمل الجهة الشمالية من الدور الأرضي على ثلاث حجرات، حيث قُسمت الحجرة الوسطى وهي أكبرهم بقطع من الحجر، وشُغلت المساحات كالمخازن، وتنخفض أرضيتها عن ماجاورها من ممرات، وقد بُنيت عدة درجات لأماكن الوصول إلى أرضية المخازن، أما الجهة الجنوبية من الدور الأرضي فيتكون من حجرة كبيرة، وأمامها مدخل منكسر، ويجاور الحجرة حجرتان صغيرتان حولها مجموعة من السلالم تربط بين الدور الأرضي والدور الأول بسلم صاعد، ويقع برج الوحدة في الجهة الشرقية، ويتكون الدور الأول من عدد من الحجرات المخصصة للسكن.
الوحدة الثانية أقيمت مباني هذه الوحدة في القرن الثالث عشر الهجري، وتشتمل على وحدتين شيدتا على أنقاض المباني القديمة مما عمل على طمس التشكيلات الفنية للواجهات الأصلية، وقد كان من أثار هذه الوحدة بقايا معمارية، وبقايا غرفة كانت مخصصة للخيل والسائس
الوحدة الثالثة تعتبر أكبر وحدات قصر الإمام عبد الله، وتبلغ مساحتها نحو ألف وخمسمائة متر مربع، ولا تزال أثارها قائمة، وقد أُضيف إليها تعديلات لتحصين القصر؛ فقد سُدت بعض الأبواب، ودُعمت جدرانها الخارجية استعداداً للحروب، وكان امام مدخل الجهة الجنوبية ساحة لمرابط الخيل والجمال، وكان يتوسط الوحدة فناء مكشوف تحيط به ظلة محمولة لاتزال بقاياها، وأما الجهة الغربية للفناء ثلاث غرف على استقامة واحدة، وقد أُستخدمت الجنوبية منها كمطبخ حيث يظهر عليها آثار تصاعد الأدخنة، أما الحجرة الوسطى فتنقسم إلى قسمين، واستعملت الحجرة كمخزن، والحجرة الشمالية اُستخدمت كمستودع مقسم إلى أربعة اجزاء يتوسطها عمود حجري يحمل السقف، والجهة الشمالية للفناء حجرة المجلس، ويتوسطها بيت النار لاعداد القهوة والشاي، وبها مراكي حتى يرتاح عليها الجالسون، وشمال حجرة المجلس حجرة صغيرة خُصصت لحفظ التمور، وبالوحدة أربعة أبراج الأول بالجهة الجنوبية، والثاني بالجهة الغربية، والثالث بالجزء الشمالي الغربي، والأخيرة بالجهة الشمالية، أما الجدران فترتفع بأرتفاع طابقين، أما الجزء الشرقي من الوحدة أُقيمت عليه مباني في عصور مختلفة، وفيها مساحات واسعة يتوسطها فتحة صغيرة مستديرة الشكل للوضوء حيث تتجمع منها المياه في مجاري أرضية إلى خزان تجميع لمخلفات الجهة الجنوبية، كما تتوفر أساسات بالجزء الشمالي الشرقي من القصر للخدمات والمستودعات، ويحد القصر من الجهة الشرقية جدار مبني من الطوب، ومن الجهة الجنوبية يوجد فناء مكشوف يقع بين الوحدة الثالثة وقصر مشاري بن سعود وهو حوش الحيوانات.

## انظر ايضاً
- الرياض
- قصر المصمك
- قصر الإمام عبدالله بن فيصل آل سعود

## وصلات خارجية
- تطوير حي الطريف التاريخي.